# Morazán (Yoro)
Morazán est une municipalité du Honduras, située dans le département de Yoro. Elle comprend 25 villages et 98 hameaux. Elle est fondée en 1801.

## Source de la traduction
- (en) Cet article est partiellement ou en totalité issu de l’article de Wikipédia en anglais intitulé « Morazán, Yoro » (voir la liste des auteurs).